# ノンストップ☆のん!!
『ノンストップ☆のん!!』（のんすとっぷ・のん）は、こはら裕子による日本の漫画作品。

## 概要
『ちゃお』（小学館）2005年2月号から4月号にかけて連載された、こはらの初となる連載作品。単行本はちゃおコミックスより発行。こはら初の単行本であり、読切作品「どっちにする!?」、「雪だるまコロコロ」及び「ラブ♥ぷに」の3作を収録している。
実力主義の徹底された名門校に転入してきた主人公が、そこに通う生徒たちの心を少しずつ変えていくというストーリー。

## あらすじ
全国の優秀な生徒たちばかりが通う名門の私立男子校「白南風学園」（しらはえがくえん）。成績トップの人間は校長よりも強い発言権を持つ、というこの学校に、女でありながら転入してきた主人公・那須見のんは、転入に反対する生徒会長の初瀬英次とトップの座を賭けて勝負する。常に明るく前向きな彼女の姿は、周囲の人間たちの心を次第に動かしていく。

## 登場人物
那須見 のん（なすみ のん）
主人公。背は小さく、頭も悪いがスポーツ万能で、相手が誰であろうと臆せずに立ち向かっていく勇気を持つ。これまでの学校で問題ばかり起こしては、その都度学校を退学となり、最終的に実父が校長を務める「白南風学園」しか受け入れ先がなかった、というのが転入の主な理由。トップの座を賭けて英次と勝負する中で、弱者を容赦なく切り捨てる彼のやり方に疑問を抱き、勝負に勝って学校の体質そのものを変えると宣言する。作者が小学5年生の時に、東京から転入してきた実在のクラスメートがモデルとなっている。
初瀬 英次（はつせ えいじ）
「白南風学園」のトップにして生徒会長。「強さこそが全て」という考え方の持ち主で、弱者を足手まといとしか見ない。そうした考えには、愛してくれた両親が駆け落ちによって彼を産み、また彼が5歳の時に事故で他界したため、葬儀の席で非難した親族たちに対する反骨心が背景にある。のんの転入に初めは反対していたが、その生き方に影響され、物語のラストでは彼女の転入をPTA会長に認めさせた。
信国 比名太（のぶくに ひなた）
英次の幼馴染。日本一の長距離走者を自負していたが、スポーツ対決でのんに敗れる。性格は子供っぽくて単純だが、素直で潔い一面も持つ。
マナ
英次の幼馴染。実名は学。少女としか思えない容姿と性格だが、歴とした少年で、学と呼ばれると突如として暴れ出し、手がつけられなくなる。英次に勝るとも劣らない頭脳の持ち主で、勉強対決でのんに圧勝した。
那須見 福（なすみ ふく）
のんの弟。生まれつき身体が弱く、学校を休みがちだった。のんが小学生の時、登校する彼女に無理やりついていこうとして川に転落し、病気を悪化させてしまう。のんは責任を感じて学校に行かなくなるが、彼に励まされ、「学校での話をたくさん聞かせる」ことが、現在彼女が高校を辞めない理由のひとつとなっている。

## 書誌情報
- こはら裕子『ノンストップ☆のん!! 』小学館〈ちゃおコミックス〉2005年4月27日発売